# Aletheia (Mythologie)

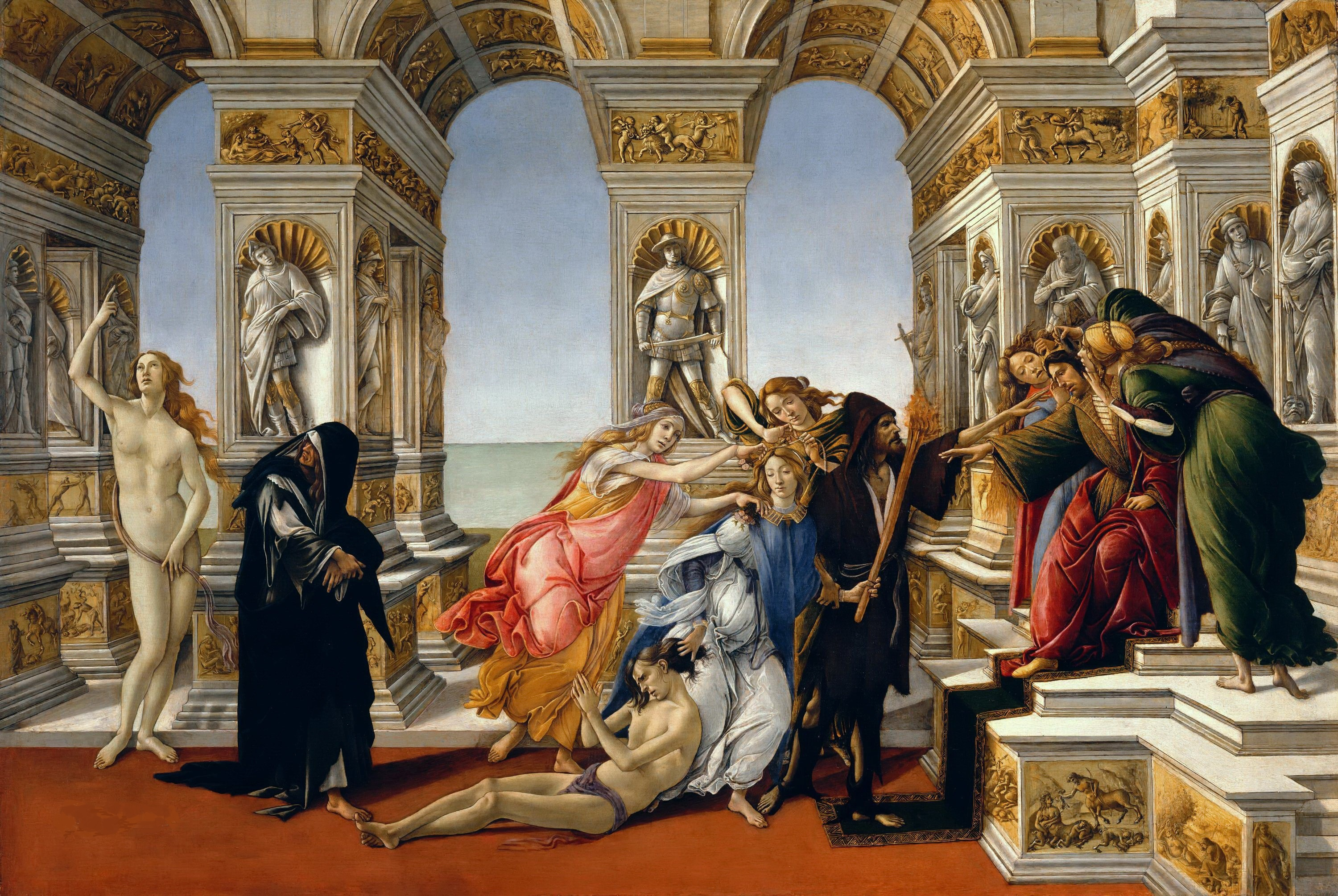
Botticelli Die Verleumdung des Apelles (1494–1495, Uffizien, Florenz). Die nackte Wahrheit ganz links.

Aletheia (altgriechisch Ἀλήθεια Alḗtheia, deutsch ‚Wahrheit‘) ist in der griechischen Mythologie die Göttin der Wahrheit und Tochter des Zeus. Nach Plutarch war sie die Amme des Apollon.
Nach einer Fabel des Äsop wurde sie von Prometheus aus Ton geformt, aber bevor er ihr Leben verliehen hatte, formte Dolos, der personifizierte Betrug, eine ihr völlig gleichende Gestalt, nur für die Füße reichte der Ton nicht mehr. Als Prometheus die beiden Figuren sah, staunte er über die Ähnlichkeit und belebte beide, worauf die echte Wahrheit gemessen von dannen schritt, das Abbild des Betruges erhob sich auch, kam aber nicht vom Fleck.
In der römischen Mythologie entspricht ihr die Veritas. Diese ist Tochter des Saturnus, bzw. von „Tempus“, der „Zeit“, griechisch Chronos, was wieder Kronos und damit Saturnus entspricht.
In den Carmina des Horaz taucht die nuda Veritas, die sprichwörtliche „nackte Wahrheit“ auf. In der Antike scheint sie dem entgegen meist in weißer Kleidung dargestellt worden zu sein. So auch in einem antiken Gemälde, das Flavius Philostratos beschreibt. Dessen Gegenstand ist das Traumorakel des Amphiaraos bei Oropos. Die weißgekleidete Aletheia steht neben dem Tor der Träume und zeigt damit an, dass an dieser Orakelstätte der Schlafende die Wahrheit im Traum findet.
Nach Claudius Aelianus trug der oberste der ägyptischen Richter um seinen Hals eine Figur aus Saphir, die Aletheia genannt wurde.

## Moderne Rezeption
Heinrich Julius zu Braunschweig und Lüneburg (1589–1613) prägte 1597 und 1598 den Wahrheitstaler mit einem Spruch auf der Vorderseite und der personifizierten „nackten Wahrheit“ auf der Rückseite.
Die Nuda Veritas erscheint als allegorische Gestalt in dem berühmten Gemälde Die Verleumdung des Apelles von Sandro Botticelli. Das Gemälde ist einer bei Lukian überlieferten Beschreibung eines Gemäldes des griechischen Malers Apelles nachgebildet. Ende des 19. Jahrhunderts nahm sie Gustav Klimt als symbolische Figur in einige seiner Kunstwerke auf.